# Yen coréen
Le yen coréen est la monnaie de la Corée de 1910 à 1945 durant l'occupation japonaise. Il était l'équivalent du yen japonais et comprenait des billets et des pièces japonaises spécialement émis pour la Corée. Un yen était divisé en 100 sen. Il remplaçait le won coréen. Il fut ensuite remplacé par le won sud-coréen en Corée du Sud et le won nord-coréen en Corée du Nord.

## Billets
De 1902 à 1910, les billets sont émis par la banque Dai-Ichi Kangyo (en) (« Première banque nationale » du Japon, 株式會社第一銀行, Kabushiki Gaisha Daiichi Ginkō). Il existe des dénominations de 10 sen, 20 sen, 50 sen, 1 yen, 5 yen, et 10 yen. Les billets de sen sont verticaux et ressemblent à ceux des yen japonais de 1872 et du yen militaire japonais vers 1900. Ces billets sont remboursables en « monnaie japonaise de n'importe laquelle de ses branches en Corée ».
En 1909, la banque de Corée est fondée à Séoul en tant que banque centrale et commence à émettre de la monnaie moderne. Les billets de la banque sont datés de 1909 et émis en 1910 et 1911. Après l'annexion de Corée par le Japon en 1910, la banque de Corée est renommée « Banque de Chosen ». Le premier billet de la banque est daté de 1911 et émis en 1914. Ceux de 1 yen, 5 yen, 10 yen, et 100 yen sont émis régulièrement, tandis que d'autres le sont occasionnellement (5, 10, 20, 50 sen). Celui de 1 000 yen était imprimé mais jamais émis jusqu'à la fin de la Seconde Guerre mondiale. Les premières émissions sont remboursables « en or ou en billets de la banque du Japon ». Cette phrase est plus tard inscrite en japonais sur des billets.
| Dénomination | Recto | Verso |
| ------------ | ----- | ----- |
| 50 Sen       |       |       |
| 1 Yen        |       |       |
| 5 Yen        |       |       |
| 10 Yen       |       |       |
| 100 Yen      |       |       |

Il est à noter qu'il n'y a aucune inscription en hangeul sur les billets. La personne représentée, Kim Yun-sik, est un écrivain.